# Élections municipales de 2014 à Nice
Pour un article plus général, voir Élections municipales de 2014 dans les Alpes-Maritimes.
Pour les articles homonymes, voir Élections municipales à Nice.
Les élections municipales de 2014 à Nice ont eu lieu les 23 et 30 mars 2014.

## Mode de scrutin
Le mode de scrutin à Nice est celui des communes de plus de 1 000 habitants : la liste arrivée en tête obtient la moitié des sièges du conseil municipal. Le reste est réparti à la proportionnelle entre toutes les listes ayant obtenu au moins 5 % des voix. Un deuxième tour est organisé si aucune liste n'atteint 50 % des suffrages exprimés ; seules les listes ayant obtenu au  moins 10 % peuvent s'y présenter, elles peuvent alors fusionner avec les listes ayant obtenu au moins 5 % des voix.
Comme dans toutes les communes de plus de 300 000 habitants, hormis Paris, Lyon et Marseille, le conseil municipal de Nice est composé de 69 conseillers municipaux.

## Contexte

### Rappel des résultats de l'élection de 2008
| Tête de liste            | Tête de liste     | Liste            | Premier tour | Premier tour | Second tour | Second tour | Sièges | Sièges |  |
| Tête de liste            | Tête de liste     | Liste            | Voix         | %            | Voix        | %           | CM     | CC     |  |
| ------------------------ | ----------------- | ---------------- | ------------ | ------------ | ----------- | ----------- | ------ | ------ |  |
|                          | Christian Estrosi | UMP-NC-MPF       | 43 576       | 35,80        | 51 792      | 41,33       | 49     | 25     |  |
|                          | Jacques Peyrat *  | DVD              | 28 161       | 23,14        | 31 952      | 25,50       | 9      | 4      |  |
|                          | Patrick Allemand  | PS-PCF-Verts-MRC | 27 141       | 22,30        | 41 561      | 33,17       | 11     | 6      |  |
|                          | Patrick Mottard   | PRG              | 7 887        | 6,48         |             |             |        |        |  |
|                          | Lydia Schénardi   | FN               | 5 068        | 4,16         |             |             |        |        |  |
|                          | Hervé Caël        | MoDem-MEI        | 3 781        | 3,11         |             |             |        |        |  |
|                          | Philippe Vardon   | NR-MNR           | 3 686        | 3,03         |             |             |        |        |  |
|                          | Bruno Della-Sudda | LCR              | 2 413        | 1,98         |             |             |        |        |  |
|                          |                   |                  |              |              |             |             |        |        |  |
| Inscrits                 | Inscrits          | Inscrits         | 214 509      | 100,00       | 214 470     | 100,00      |        |        |  |
| Abstention               | Abstention        | Abstention       | 89 742       | 41,84        | 85 541      | 39,88       |        |        |  |
| Votants                  | Votants           | Votants          | 124 767      | 58,16        | 128 929     | 60,12       |        |        |  |
| Blancs et nuls           | Blancs et nuls    | Blancs et nuls   | 3 054        | 2,45         | 3 624       | 2,81        |        |        |  |
| Exprimés                 | Exprimés          | Exprimés         | 121 713      | 97,55        | 125 305     | 97,19       |        |        |  |
| * liste du maire sortant |                   |                  |              |              |             |             |        |        |  |

### Conseil municipal sortant
Au 15 novembre 2013, le conseil municipal de Nice est composé des groupes suivants, :

## Candidats

### Europe Écologie Les Verts
En octobre 2013, les porte-parole d'Europe Écologie Les Verts à Nice annoncent que les adhérents niçois du parti choisiront entre une participation à la liste du Parti socialiste et la formation d'une liste EELV.Lors de leur AG du 23 novembre 2013 votent à 85% pour une liste d'union avec le parti socialiste.

### Front de gauche
En novembre 2013, le Front de gauche annonce qu'il présentera une liste menée par Robert Injey, conseiller municipal PCF depuis 2001. Une membre du Parti de gauche occupera la deuxième place, et un membre des Alternatifs la troisième. Par ailleurs, la liste se veut composée d'un tiers de membres issus du mouvement social, associatif, culturel et sportif.

### Front national
Marine Le Pen a initialement proposé à Bruno Gollnisch de mener la liste du Front national à Nice. Cette suggestion de Marine Le Pen, dont la presse s'est faite l'écho en janvier 2013, provoque des tensions avec Gaël Nofri, candidat investi par le Front national dans la troisième circonscription des Alpes-Maritimes lors des élections législatives de 2012 et chargé de préparer la liste FN pour les municipales,. Celui-ci menace de quitter le Rassemblement bleu Marine si Bruno Gollnisch est investi, et déclare : « Nice est une ville très à droite mais pas une ville d'extrême droite ». Il dénonce également une possible alliance de Bruno Gollnisch avec les Identitaires de Nissa Rebela, qu'il « réprouve ». Après un temps de réflexion, Bruno Gollnisch décline officiellement l'offre le 8 février 2013, expliquant ne pas posséder « dans cette ville magnifique les attaches personnelles (…) nécessaires au succès d'une campagne et à l'exercice d'un mandat fructueux »
Le 25 juin 2013, trois candidatures sont examinées par la commission d'investiture du parti : celle de la vice-présidente du FN et ancienne conseillère régionale d'Île-de-France Marie-Christine Arnautu, et deux issues de la société civile niçoise, celle de l'expert-comptable Robert Ripoll et celle du galeriste d'art moderne Guillaume Aral,. Robert Ripoll serait favorable à une alliance avec Nissa Rebela. Marie-Christine Arnautu est fortement soutenue par Jean-Marie Le Pen,. La presse rapporte que les échanges au sein de la commission s'avèrent houleux,. Le Point relate que Marie-Christine Arnautu recueille les voix de Florian Philippot, Wallerand de Saint-Just ou encore Bruno Gollnisch mais arrive à égalité avec Robert Ripoll. C'est finalement Marine Le Pen qui aurait opté pour Marie-Christine Arnautu, « avec mauvaise grâce ». Le Monde cite un témoin de la réunion : « Jean-Marie Le Pen était très énervé. Marine a cédé car cela ne valait pas le coup d'en faire un casus belli ». Cette investiture met en lumière la forte influence que garde Jean-Marie Le Pen au sein du parti, particulièrement en région Provence-Alpes-Côte d'Azur,.
Peu après son investiture, Marie-Christine Arnautu déclare qu'elle refuse de faire liste commune au premier tour avec les Identitaires de Nissa Rebela, mais laisse la porte ouverte au second tour. Elle tend en revanche la main à Jacques Peyrat. Par ailleurs, Gaël Nofri devient son directeur de campagne.

### Nissa Rebela
Emmenés par leur leader Philippe Vardon, les identitaires ont tenté de rejoindre tant le FN que l'ancien maire Jacques Peyrat. L'adhésion de Vardon au RBM a été refusée, tandis qu'une liste avec Peyrat ne semble pas d'actualité. À défaut ils pourraient présenter leur propre liste .

### Parti niçois
Le parti niçois et la Ligue pour la restauration des libertés niçoises affirment présenter leur propre liste pour s'opposer à la main mise de Nissa Rebella sur l'identité nissard, mais leur tête de liste, Alain Roullier (LRLN) est retrouvé mort le 26 janvier.

### Parti radical de gauche
Le Parti radical de gauche assure que l'accord passé entre Patrick Allemand et Patrick Mottard (qui est membre du PRG) n'engage pas le parti.

### Parti socialiste et Mouvement républicain et citoyen
Le 13 janvier 2013, Patrick Allemand, leader du groupe socialiste au conseil municipal de Nice, annonce sa candidature à l'élection municipale de 2014. Plusieurs voix s'élèvent pour qu'une élection primaire ouverte soit organisée pour désigner le candidat de la gauche. Marc Concas, conseiller général socialiste du canton de Nice-1, et le Parti radical de gauche des Alpes-Maritimes, prennent notamment position en ce sens,,. Patrick Allemand s'oppose à cette idée et préconise une élection interne réservée aux adhérents niçois du Parti socialiste. En avril 2013, la direction nationale du PS choisit de ne pas organiser d'élection primaire à Nice.
En octobre 2013, lors de la consultation interne au Parti socialiste niçois, seul Patrick Allemand se présente. Il recueille 239 voix et est investi tête de liste du PS pour l'élection municipale.
Le 19 septembre 2013, la fédération du Parti socialiste des Alpes-Maritimes et celle du Mouvement républicain et citoyen officialisent un accord pour faire liste commune à Nice. Il est prévu que quatre membres du MRC figureront sur la liste dont trois éligibles en cas de victoire. Le 4 octobre 2013, Patrick Allemand et Patrick Mottard (tête de liste du PS en 2001 et tête de liste dissidente en 2008) signent un accord pour une liste commune. Cet accord prévoit que Gauche Autrement, le mouvement de Patrick Mottard, soit représentée par trois personnes sur la liste.

### Union pour un mouvement populaire
Début octobre 2013, dans un courrier distribué aux habitants et dans un entretien à Nice-Matin, le maire de Nice Christian Estrosi annonce qu'il sera candidat à sa réélection. Il déclare à cette occasion que ses priorités seront « l'emploi, le logement et la circulation ».
Le 30 octobre 2013, Benoît Kandel, ancien premier adjoint de Christian Estrosi (ce dernier lui a retiré ses délégations le 28 août 2013), confirme l'information de Nice-Matin selon laquelle il a rencontré Marine Le Pen en septembre 2013. Il explique qu'il s'agissait d'un entretien « d'ordre strictement privé », « en dehors de tout cadre politique », organisé par un « ami commun »,. Il est également question d'une entrevue avec Jean-Marie Le Pen qui n'a finalement pas eu lieu, peut-être à cause du retard de l'avion du fondateur du Front national. Benoît Kandel ne confirme ni n'infirme qu'une telle rencontre était prévue. La presse s'interroge sur une possible liste commune avec le Front national, ce qu'il réfute. Dès la révélation de l'information par Nice-Matin, l'UMP le suspend, ce qu'il dénonce le 28 octobre 2013 sur son compte Facebook : « On me suspend avant même de me permettre de m'expliquer ».
Le 15 novembre 2013, Olivier Bettati, adjoint de Christian Estrosi et conseiller général UMP du canton de Nice-8, démissionne de son poste d'adjoint et quitte la majorité municipale. Il expose les raisons de ce choix dans une lettre adressée aux employés de la ville de Nice,. Il explique que la délibération proposée au conseil municipal le même jour donnant à Christian Estrosi le droit d'ester en justice contre ceux qui « divulgueraient de fausses informations sur les finances et la dette de la municipalité » est l'élément qui a déclenché sa démission. Il parle également d'« une ambiance détestable et délétère que fait régner le maire sortant dans ce qui aurait dû être "sa famille", celle des agents de la Ville ». La presse évoque la forte possibilité qu'il mène une liste dissidente, éventuellement avec Benoît Kandel,. De son côté, Christian Estrosi déclare que « cela fait deux ans qu'[il] savait, au moins maintenant les choses sont claires ».

## Sondages

### Premier tour
| Sondeur | Date                  | Panel | PCF-PG | PS-EÉLV  | AEI  | UMP     | DVD     | DVD    | FN      | NR     | EXD   |
| Sondeur | Date                  | Panel | Injey  | Allemand | Beyl | Estrosi | Bettati | Peyrat | Arnautu | Vardon | Cotta |
| ------- | --------------------- | ----- | ------ | -------- | ---- | ------- | ------- | ------ | ------- | ------ | ----- |
| Sondeur | Date                  | Panel |        |          |      |         |         |        |         |        |       |
| BVA     | 21 au 26 février 2014 | 603   | 7      | 19       | 0    | 47      | 7       | 5      | 14      | 0      | 1     |
| CSA     | 24 au 25 février 2014 | 602   | 5      | 19       | 0,5  | 50      | 6,5     | 4,5    | 12      | 2      | 0,5   |
| Ipsos   | 28 au 29 janvier 2014 | 603   | 7      | 20       | —    | 49      | 7       | 5      | 10      | 2      | —     |

### Second tour
| Sondeur | Date                  | Panel | PS-EÉLV  | UMP     | FN      |
| Sondeur | Date                  | Panel | Allemand | Estrosi | Arnautu |
| ------- | --------------------- | ----- | -------- | ------- | ------- |
| Sondeur | Date                  | Panel |          |         |         |
| BVA     | 21 au 26 février 2014 | 603   | 32       | 54      | 14      |
| Ipsos   | 28 au 29 janvier 2014 | 603   | 29       | 58      | 13      |

## Résultats
- Maire sortant : Christian Estrosi (UMP)
- 69 sièges à pourvoir au conseil municipal (population légale 2011 : 344 064 habitants)
- 65 sièges à pourvoir au conseil communautaire (Métropole Nice Côte d'Azur)

| Tête de liste            | Tête de liste           | Liste          | Premier tour | Premier tour | Second tour | Second tour | Sièges | Sièges |
| Tête de liste            | Tête de liste           | Liste          | Voix         | %            | Voix        | %           | CM     | CC     |
| ------------------------ | ----------------------- | -------------- | ------------ | ------------ | ----------- | ----------- | ------ | ------ |
|                          | Christian Estrosi *     | UMP-UDI        | 51 653       | 44,98        | 54 573      | 48,61       | 52     | 49     |
|                          | Marie-Christine Arnautu | FN             | 17 910       | 15,59        | 23 691      | 21,10       | 7      | 7      |
|                          | Patrick Allemand        | PS-EELV-MRC    | 17 514       | 15,25        | 20 033      | 17,84       | 6      | 5      |
|                          | Olivier Bettati         | DVD            | 11 632       | 10,12        | 13 947      | 12,42       | 4      | 4      |
|                          | Robert Injey            | PCF-PG         | 6 178        | 5,34         |             |             |        |        |
|                          | Philippe Vardon         | NR             | 5 095        | 4,43         |             |             |        |        |
|                          | Jacques Peyrat          | DVD            | 4 239        | 3,69         |             |             |        |        |
|                          | Michel Cotta            | EXD            | 610          | 0,53         |             |             |        |        |
|                          |                         |                |              |              |             |             |        |        |
| Inscrits                 | Inscrits                | Inscrits       | 218 184      | 100,00       | 218 513     | 100,00      |        |        |
| Abstentions              | Abstentions             | Abstentions    | 99 973       | 45,82        | 101 819     | 46,60       |        |        |
| Votants                  | Votants                 | Votants        | 118 211      | 54,18        | 116 694     | 53,40       |        |        |
| Blancs et nuls           | Blancs et nuls          | Blancs et nuls | 3 380        | 2,86         | 4 450       | 3,81        |        |        |
| Exprimés                 | Exprimés                | Exprimés       | 114 831      | 97,14        | 112 244     | 96,19       |        |        |
| * Liste du maire sortant |                         |                |              |              |             |             |        |        |